# マイケル・チャック
マイケル・チャック（Michael Chack、1971年8月25日 - ）は、アメリカ合衆国の男性フィギュアスケート選手で、のちにプロフィギュアスケーター。1993年全米選手権3位。1991年冬季ユニバーシアード競技大会優勝。

## 経歴
5歳のときにスケートを始めた。1990年の全米選手権ジュニアクラスで2位となり、翌1990-1991年シーズンよりシニアクラスに転向。ネーベルホルン杯と1991年冬季ユニバーシアード競技大会で優勝し、全米選手権では5位となる。
1993年の全米選手権では自身初の表彰台となる3位であったが、当時のアメリカ男子シングルの世界選手権出場枠は2枠であったため、世界選手権に出場することはなかった。翌1993-1994年シーズンはリレハンメルオリンピックシーズンでもあったが、このころからケガにも悩まされ1994年全米選手権を欠場。以後、成績は振るわなくなりオリンピック出場も果たせなかった。
1998-1999年シーズン後にアマチュアを引退し、プロに転向。「ホリデー・オン・アイス」などで活動した。

## 主な戦績
| 大会/年          | 1990-91 | 1991-92 | 1992-93 | 1993-94 | 1994-95 | 1995-96 | 1996-97 | 1997-98 | 1998-99 |
| ---------------- | ------- | ------- | ------- | ------- | ------- | ------- | ------- | ------- | ------- |
| 全米選手権       | 5       | 7       | 3       |         | 10      |         | 7       | 9       | 8       |
| ユニバーシアード | 1       |         |         |         |         |         |         |         |         |
| スケートアメリカ |         | 4       |         | 7       |         |         |         | 9       |         |
| スケートカナダ   |         |         |         |         | 5       |         |         |         |         |
| KSM              |         |         |         | 1       |         |         |         |         |         |
| ネーベルホルン杯 | 1       |         |         |         |         |         |         |         |         |